# English Football League Cup
La English Football League Cup (in italiano Coppa di Lega inglese), nota anche come Carabao Cup per motivi di sponsorizzazione, è una competizione calcistica inglese alla quale prendono parte tutte le 92 squadre professionistiche affiliate alla Premier League e alla English Football League.
La competizione non va confusa con la FA Cup (in italiano Coppa d'Inghilterra), che è invece aperta a tutte le squadre inglesi, anche non professionistiche, e che è tradizionalmente considerata più prestigiosa.
La squadra che ha vinto più volte il trofeo è il Liverpool con 10 successi; seguono il Manchester City con 8 successi e a quota 6 il Manchester Utd. L'unica compagine non inglese ad aver vinto il trofeo è quella gallese dello Swansea City (2012-2013).
Il trofeo riserva un posto nella UEFA Conference League alle squadre che non abbiano avuto accesso alle coppe europee tramite il campionato; se la squadra vincente risulta qualificata a Champions League o Europa League, tale posto è assegnato alla squadra meglio posizionata in Premier League non qualificata alle competizioni europee.

## Storia
L'idea di organizzare una League Cup venne a Stanley Rous, che pensò ad un torneo di consolazione per le squadre che erano state eliminate dalla FA Cup, ma fu implementata da Alan Hardaker. Questi, segretario della Football League, propose il torneo al fine di ripianare le perdite economiche derivanti dalla progettata riduzione del numero di partite giocate quando la lega sarebbe stata, negli intendimenti, riorganizzata. Sebbene la riorganizzazione della lega non fosse imminente, e nei fatti non avvenne mai, si decise ugualmente di istituire la Coppa di Lega.
Fu il presidente della Football League, Joe Richards, che sborsò di persona il denaro necessario per fabbricare il trofeo da assegnare e vi incise il proprio nome. Richards descrisse il torneo come un passo provvisorio in vista della riorganizzazione della lega. La priorità di Richards era la riorganizzazione delle leghe attraverso la riduzione, sull’esempio estero, del numero di club che costituivano ogni divisione, com'era stato per altro già suggerito, e l'attribuzione di maggior peso al proposto sistema delle quattro promozioni e delle quattro retrocessioni.
Il disegno di Hardaker era in realtà più ampio: la Football League doveva adattarsi ai tempi e cercare di rilanciare il calcio inglese, il cui prestigio era stato appannato. "Di sicuro risulterà ovvio a ognuno di voi che sia giunta l'ora di fare qualcosa e spetta alla Football League dare lo slancio", ebbe a dire Hardaker. "Spero che la stampa non ne deduca immediatamente che vi sarà una rottura tra Football Association e Football League. È giunta l'ora di far sentire la nostra voce riguardo ad ogni problema che affligge il gioco professionistico".
La League Cup fu istituita in un momento in cui l'affluenza negli stadi era in diminuzione, tanto che la lega aveva perso un milione di spettatori rispetto all'annata precedente, e le tensioni tra Football Association e Football League erano crescenti. Il punto di maggiore discordia era la distribuzione degli introiti tra i club.
Sul finire degli anni 1950, la maggioranza dei grandi club inglesi si dotò dei riflettori rendendo possibile la disputa di incontri serali in settimana nella stagione invernale. La League Cup fu istituita nella stagione 1960-1961 come un torneo serale a metà settimana per rimpiazzare la Southern Professional Floodlit Cup.
La League Cup fu mal vista dai club più ricchi, tanto che anche il celebre quotidiano The Times, in un articolo del 30 maggio 1960, ne criticò aspramente l'istituzione.
L'Aston Villa vinse l'edizione inaugurale del 1960-61 battendo il Rotherham Utd per 3–2 in una finale di andata e ritorno. Richards sosteneva l'importanza della competizione. Sedici club si opposero alla creazione della competizione, trentuno la approvarono. L'affluenza media del pubblico alle gare di League Cup fu di 10.556 persone, superiore solo a quella delle gare di Third Division. L'affluenza totale scese di 4 milioni rispetto alla stagione precedente. Si dice che Richards abbia detto ad Hardaker che prevedeva di disputare la finale a Wembley, ma che questo non si sarebbe realizzato finché fosse stato in vita. La prima finale disputata a Wembley fu tra una squadra di Third Division, il QPR, e una di First Division, il West Bromwich, il 4 marzo 1967. Richards morì nel 1968.
Come detto, la prima League Cup fu vinta nel 1961 dall'Aston Villa, società di grande blasone, mentre le successive tre finali videro trionfare club che non avevano mai vinto un trofeo maggiore. Uno di loro, il Norwich City, non aveva addirittura mai esordito in First Division, mentre il suo avversario il Rochdale non aveva mai giocato in Second Division.
L'introduzione della League Cup diede alla Football League un maggior potere a livello di negoziazione con la FA e la UEFA. Hardaker minacciò la UEFA di boicottare la Coppa delle Fiere se la UEFA non avesse dato al vincitore della League Cup un posto in Europa. Dopo varie negoziazioni, la UEFA accordò al vincitore della League Cup la possibilità di partecipare alle competizioni europee a patto che il club militasse nel massimo campionato. I vincitori delle edizioni del 1967 e del 1969, il QPR e lo Swindon Town, non poterono partecipare alle coppe europee in quanto non militavano nel massimo campionato. Il primo club, che ottenne l'accesso in un torneo continentale, sfruttando la vittoria in Coppa di Lega, fu lo Stoke City, qualificatosi in Coppa Uefa, grazie alla vittoria conseguita nell'edizione del 1971-72.
Prima dell'accordo con la UEFA, la competizione era snobbata dai club più importanti. La possibilità di giocarsi un posto in Europa e quella di disputare la finale a Wembley contribuirono a far crescere il livello della competizione e nella stagione 1968-69 solo il Manchester Utd rifiutò di prendervi parte. L'Everton scelse di non parteciparvi nel 1970-71 per concentrarsi sull'impegno in Coppa dei Campioni. Dall'anno successivo la partecipazione fu resa obbligatoria per tutti i club della Football League.
Il Liverpool ha vinto la coppa il maggior numero di volte, dieci, comprese le quattro vittorie consecutive nei primi anni 1980 nonché l'ultima nel 2024 (questo primato era stato temporaneamente eguagliato nel 2021 dal Manchester City, portatosi ad 8 titoli complessivi dopo le quattro affermazioni consecutive a partire dal 2018). Nel 1984 e nel 2001 completò addirittura la vittoria di un ‘'treble'’.
Il disastro dell'Heysel, con la morte di 39 spettatori, determinò la sospensione dei club inglesi dalle competizioni europee facendo perdere a Norwich City, Oxford Utd, Arsenal, Luton Town e Nottingham Forest la possibilità di disputare la Coppa UEFA come vincitori della League Cup. Il bando terminò nel 1990, ma solo nel 1993-94, grazie alla risalita del calcio inglese nel ranking UEFA, la vincitrice tornò a qualificarsi in Europa. Quando si verificò lo scisma del calcio inglese nel 1992, le società della nuova Premier League accettarono di collaborare ancora con la Football League unicamente per questa competizione.
Grazie alla popolarità della coppa presso i sostenitori inglesi, l'Inghilterra è stato l'unico membro dell'UEFA assieme alla Francia (fino al 2020, anno di soppressione della Coupe de la Ligue) a riservare ai vincitori della seconda coppa nazionale un posto nelle competizioni europee (Coppa UEFA fino al 2008-09, UEFA Europa League fino al 2019-20).
A partire dalla stagione 2020-21, la vincitrice si qualifica ai play off dell'UEFA Europa Conference League (ma se quest'ultima risultasse successivamente qualificata in Champions League o Europa League, il posto sarebbe assegnato alla squadra di Premier League meglio classificata al di fuori dei piazzamenti per le coppe europee).

## Regolamento
Le squadre si affrontano in gara unica con eventuali calci di rigore, anche se nel XX secolo si procedeva alla ripetizione della partita in caso di parità (finale inclusa) e nei primi due turni erano talvolta previste andata e ritorno. Il torneo si sviluppa con due turni preliminari, seguito da un tabellone principale con cinque turni ad eliminazione diretta, che prevede per le semifinali due partite e per la finale una singola sfida in campo neutro. Le squadre di Premier League saltano il primo turno di qualificazione, mentre quelle impegnate nelle coppe europee entrano in scena a partire dal 3º turno. La finale è stata giocata a Wembley dal 1967 al 2000, e di nuovo dal 2008 ad oggi; dal 2001 al 2007, durante i lavori di ricostruzione dell'impianto londinese è stata invece disputata al Millennium Stadium di Cardiff in Galles. Le prime edizioni, dal 1961 al 1966, si svolsero con una doppia finale di andata e di ritorno.

## Denominazioni
Come le altre competizioni inglesi, dall'edizione 1981-1982 la Football League Cup ha subìto vari cambi di denominazione per motivi di sponsorizzazione:
- Milk Cup (dal 1981 al 1986)
- Littlewoods Challenge Cup (dal 1986 al 1990)
- Rumbelows Cup (dal 1991 al 1992)
- Coca-Cola Cup (dal 1992 al 1998)
- Worthington Cup (dal 1998 al 2003)
- Carling Cup (dal 2003 al 2012)
- Capital One Cup (dal 2012 al 2016)
- Carabao Cup (dal 2017)

## Albo d'oro
- 1960-61  Aston Villa (1)
- 1961-62  Norwich City (1)
- 1962-63  Birmingham City (1)
- 1963-64  Leicester City (1)
- 1964-65  Chelsea (1)
- 1965-66  West Bromwich (1)
- 1966-67  QPR (1)
- 1967-68  Leeds Utd (1)
- 1968-69  Swindon Town (1)
- 1969-70  Manchester City (1)
- 1970-71  Tottenham (1)
- 1971-72  Stoke City (1)
- 1972-73  Tottenham (2)
- 1973-74  Wolverhampton (1)
- 1974-75  Aston Villa (2)
- 1975-76  Manchester City (2)
- 1976-77  Aston Villa (3)
- 1977-78  Nottingham Forest (1)
- 1978-79  Nottingham Forest (2)
- 1979-80  Wolverhampton (2)
- 1980-81  Liverpool (1)
- 1981-82  Liverpool (2)
- 1982-83  Liverpool (3)
- 1983-84  Liverpool (4)
- 1984-85  Norwich City (2)
- 1985-86  Oxford Utd (1)
- 1986-87  Arsenal (1)
- 1987-88  Luton Town (1)
- 1988-89  Nottingham Forest (3)
- 1989-90  Nottingham Forest (4)
- 1990-91  Sheffield Weds (1)
- 1991-92  Manchester Utd (1)
- 1992-93  Arsenal (2)
- 1993-94  Aston Villa (4)
- 1994-95  Liverpool (5)
- 1995-96  Aston Villa (5)
- 1996-97  Leicester City (2)
- 1997-98  Chelsea (2)
- 1998-99  Tottenham (3)
- 1999-00  Leicester City (3)
- 2000-01  Liverpool (6)
- 2001-02  Blackburn Rovers (1)
- 2002-03  Liverpool (7)
- 2003-04  Middlesbrough (1)
- 2004-05  Chelsea (3)
- 2005-06  Manchester Utd (2)
- 2006-07  Chelsea (4)
- 2007-08  Tottenham (4)
- 2008-09  Manchester Utd (3)
- 2009-10  Manchester Utd (4)
- 2010-11  Birmingham City (2)
- 2011-12  Liverpool (8)
- 2012-13  Swansea City (1)
- 2013-14  Manchester City (3)
- 2014-15  Chelsea (5)
- 2015-16  Manchester City (4)
- 2016-17  Manchester Utd (5)
- 2017-18  Manchester City (5)
- 2018-19  Manchester City (6)
- 2019-20  Manchester City (7)
- 2020-21  Manchester City (8)
- 2021-22  Liverpool (9)
- 2022-23  Manchester Utd (6)
- 2023-24  Liverpool (10)
- 2024-25  Newcastle Utd (1)
- 2025-26

## Statistiche e record

### Vittorie per squadra
| Squadra           | Vittorie | Stagioni vittorie                                                                        |
| ----------------- | -------- | ---------------------------------------------------------------------------------------- |
| Liverpool         | 10       | 1980-81, 1981-82, 1982-83, 1983-84, 1994-95, 2000-01, 2002-03, 2011-12, 2021-22, 2023-24 |
| Manchester City   | 8        | 1969-70, 1975-76, 2013-14, 2015-16, 2017-18, 2018-19, 2019-20, 2020-21                   |
| Manchester Utd    | 6        | 1991-92, 2005-06, 2008-09, 2009-10, 2016-17, 2022-23                                     |
| Chelsea           | 5        | 1964-65, 1997-98, 2004-05, 2006-07, 2014-15                                              |
| Aston Villa       | 5        | 1960-61, 1974-75, 1976-77, 1993-94, 1995-96                                              |
| Tottenham         | 4        | 1970-71, 1972-73, 1998-99, 2007-08                                                       |
| Nottingham Forest | 4        | 1977-78, 1978-79, 1988-89, 1989-90                                                       |
| Leicester City    | 3        | 1963-64, 1996-97, 1999-00                                                                |
| Arsenal           | 2        | 1986-87, 1992-93                                                                         |
| Norwich City      | 2        | 1961-62, 1984-85                                                                         |
| Birmingham City   | 2        | 1962-63, 2010-11                                                                         |
| Wolverhampton     | 2        | 1973-74, 1979-80                                                                         |
| Middlesbrough     | 1        | 2003-04                                                                                  |
| Newcastle Utd     | 1        | 2024-25                                                                                  |
| West Bromwich     | 1        | 1965-66                                                                                  |
| Leeds Utd         | 1        | 1967-68                                                                                  |
| Luton Town        | 1        | 1987-88                                                                                  |
| QPR               | 1        | 1966-67                                                                                  |
| Sheffield Weds    | 1        | 1990-91                                                                                  |
| Stoke City        | 1        | 1971-72                                                                                  |
| Blackburn Rovers  | 1        | 2001-02                                                                                  |
| Oxford Utd        | 1        | 1985-86                                                                                  |
| Swansea City      | 1        | 2012-13                                                                                  |
| Swindon Town      | 1        | 1968-69                                                                                  |

### Squadre
- Maggior numero di titoli: (10)

 Liverpool
- Maggior numero di titoli consecutivi: (4)

 Liverpool (1980-81/1983-84)
 Manchester City (2017-18/2020-21)
- Maggior numero di finali disputate: (14)

 Liverpool
- Club campioni non militanti nella massima divisione: (5)

 Norwich City (Second Division/1961-1962)
 QPR (Third Division/1966-1967)
 Swindon Town (Third Division/1968-1969)
 Aston Villa (Second Division/1974-1975)
 Sheffield Weds (Second Division/1990-1991)
- Club finalisti non militanti nella massima divisione: (11)

 Rotherham Utd (Second Division/1960-1961)
 Rochdale (Fourth Division/1961-1962)
 Aston Villa (Third Division/1970-1971)
 Norwich City (Second Division/1974-1975)
 West Ham Utd (Second Division/1980-1981)
 Oldham Athletic (Second Division/1989-1990)
 Bolton (First Division/1994-1995)
 Tranmere (First Division/1999-2000)
 Birmingham City (First Division/2000-2001)
 Cardiff City (Championship/2011-2012)
 Bradford City (League Two/2012-2013)
- Club che hanno realizzato il national treble (Campionato, FA Cup, Coppa di Lega): (1)

 Manchester City (2018-2019)
- Club che hanno realizzato un treble misto comprendente la Coppa di Lega: (1 club, 2 volte)

 Liverpool (1983-84: Coppa di Lega, Campionato e Coppa dei Campioni. 2000-2001: Coppa di Lega, Coppa UEFA, FA Cup)
- Club vincitori nella stessa stagione della Coppa di Lega e del titolo nazionale: (5 club, 11 volte)

 Manchester City 4 volte (2013-2014, 2017-2018, 2018-19, 2020-21)
 Liverpool 3 volte (1981-1982, 1982-1983, 1983-1984)
 Chelsea 2 volte (2004-2005, 2014-2015)
 Nottingham Forest 1 volta (1977-1978)
 Manchester Utd 1 volta (2008-2009)
- Club vincitori nella stessa stagione della Coppa di Lega e dell'FA Cup: (4 club, 5 volte)

 Liverpool 2 volte (2000-2001, 2021-22)
 Arsenal 1 volta (1992-1993)
 Chelsea 1 volta (2006-2007)
 Manchester City 1 volta (2018-2019)
- Club vincitori nella stessa stagione della Coppa di Lega e del titolo di terza divisione: (1)

 QPR (1966-1967)
- Club vincitori nella stessa stagione della Coppa di Lega e della Champions League/Coppa dei Campioni: (2 club, 3 volte)

 Liverpool 2 volte (1980-1981, 1983-1984)
 Nottingham Forest 1 volta (1978-1979)
- Club vincitori nella stessa stagione della Coppa di Lega e dell'Europa League/Coppa UEFA/Coppa delle Fiere: (3)

 Leeds Utd (1967-1968)
 Liverpool (2000-2001)
 Manchester Utd (2016-2017)
- Club vincitori nella stessa stagione della Coppa di Lega e della Coppa delle Coppe: (2)

 Chelsea (1997-1998)
 Manchester City (1969-1970)

### Partite
- Vittoria con il maggior scarto di gol: (10)

West Ham United-Bury 10-0 (2º turno, ritorno 1983-1984)
Liverpool-Fulham 10-0 (2º turno, andata 1986-1987)
- Maggior scarto di gol in una finale unica: (5)

Swansea City-Bradford City 5-0 (2012-2013)
- Maggior numero di gol segnati in una finale unica: (5)

QPR-West Bromwich Albion 3-2 (1966-1967)
Aston Villa-Everton 3-2 dts (1976-1977, 2°replay)
Nottingham Forest-Southampton 3-2 (1978-1979)
Chelsea-Liverpool 3-2 dts (2004-2005)
Swansea City-Bradford City 5-0 (2012-2013)
Manchester United-Southampton 3-2 (2016-2017)
- Maggior aggregato di gol in una finale andata/ritorno: (4)

Rochdale-Norwich City 0-4 (0-3/0-1) (1961-1962)
- Maggior numero di gol segnati in una finale andata/ritorno: (8)

West Ham United-West Bromwich Albion  3-5 (2-1/1-4) (1965-1966)
- Maggior aggregato di gol in una semifinale: (10)

Manchester City-Burton Albion  10-0 (9-0/1-0) (2018-2019)
- Maggior numero di gol segnati in una partita: (12)

Reading-Arsenal 5-7 dts (ottavi, 2012-2013)
Dag & Red-Brentford 6-6 dts (1º turno, 2014-2015)
- Sequenza di calci di rigore più lunga in una partita: (32 tiri, 27 realizzati)

Derby County-Carlisle United 14-13 (2º turno, 2016-2017)

### Individuali
- Maggior numero di vittorie: (6)

Sergio Agüero (Manchester City 2013-2014, 2015-2016, 2017-2018, 2018-2019, 2019-2020, 2020-2021)
Fernandinho (Manchester City 2013-2014, 2015-2016, 2017-2018, 2018-2019, 2019-2020, 2020-2021)
- Maggior numero di presenze in finale: (6)

Fernandinho (Manchester City 2013-2014, 2015-2016, 2017-2018, 2018-2019, 2019-2020, 2020-2021)
Emile Heskey (Leicester City 1996-1997, 1997-1998, 1999-2000, Liverpool 2000-2001, 2002-2003, Aston Villa 2009-2010)
Ian Rush (Liverpool 1980-1981, 1981-1982, 1982-1983, 1983-1984, 1986-1987, 1994-1995)
- Miglior marcatore: (50 gol)

Geoff Hurst (con le maglie di West Ham United, Stoke City e West Bromwich Albion dal 1960-1961 al 1974-1975)
Ian Rush (con le maglie di Chester City, Liverpool, Leeds United, Sheffield United, Newcastle United e Wrexham dal 1979-1980 al 1986-87 e dal 1988-89 al 1998-1999)
- Maggior numero di gol segnati in una singola edizione: (12)

Clive Allen (Tottenham Hotspur, 1986-1987)
- Maggior numero di gol segnati in una partita: (6)

Frankie Bunn (Oldham Athletic-Scarborough 7-0, 3º turno 1989-1990)